# Vratislavice nad Nisou
 Vratislavice nad Nisou (già nota come Maffersdorf) è un distretto cittadino (Stadtbezirk) ceco della città di Liberec, nella regione di Liberec e nell'omonimo distretto. Esso si trova tra Jablonec nad Nisou e la Liberec vera e propria ed è attraversato dal fiume Lausitzer Neiße.

## Storia
La località abitata di Wratislavicz fu fondata presumibilmente nel XIII secolo da coloni boemi. Esso è citato originariamente nel 1460 e conteneva già allora una chiesa in muratura. Nel XVI secolo coloni provenienti dalla parte settentrionale dei monti Iser s'installarono sulla riva destra del fiume, fondando una località che dalla loro provenienza prese il nome di Maffersdorf. Le due località, affacciatesi sulle rive opposte del fiume erano autonome e distinte appartenendo a due diverse signorie, quella di Reichenberg e quella di Bömisch Aicha. Nel corso degli anni il nome Maffersdorf si affermò a scapito di quello di Wratislavicz e dopo la guerra dei trent'anni quest'ultimo cadde in oblio, rimanendo il nome di Maffersdorf ad indicare entrambe la località sulle due rive del fiume. La località sulla riva destra veniva, chiamata anche "Maffersdorf a destra della Neiße" o Reichenberg Seite ("lato di Reichenberg"), crebbe costantemente. Nel 1701 fu eretta la nuova chiesa parrocchiale secondo il progetto del capomastro di Praga Marco Antonio Canevale. Nella seconda metà del XIX secolo entrambe le località conobbero l'industrializzazione. Nel 1871 Franz Peukert fondò un'azienda che divenne rinomata nel campo del trattamento delle carni; nel 1896 venne fondata la fabbrica di porcellane Eduard Stiannsny; la fabbrica di tappeti fondata da Ignaz Ginzkey divenne famosa e nel 1924, quando era diretta dal figlio di Ignaz, Wilhelm, espose al Waldorf-Astoria Hotel il tappeto più grosso del mondo.
Dopo la scoperta di una fontana di acqua curativa, avvenuta nel 1862, nella località sulla riva sinistra della Neiße, venne subito realizzato uno stabilimento termale. Nel 1866 fu scoperta una fonte di acqua minerale e nel 1912 i proprietari delle due attività le unirono in una sola azienda, e nel 1918 la stazione termale venne acquistata dal proprietario di quella di Bad Liebwerda.
La birra prodotta dal birrificio Reichenberger Bierbrauerei und Malzfabrik, fondato nel 1862 nella località sulla destra del fiume, divenne famosa per la sua qualità.
Le due località insieme, appartenenti entrambe al distretto boemo di Reichenberg, contavano nel 1880 un totale di 4 910 abitanti. Il 12 luglio 1894 venne inaugurato il tratto locale della ferrovia, fondata nel 1888, Liberec-Jablonec nad Nisou-Tanvald e sul territorio di Maffersdorf a sinistra della Neiße vi erano due stazioni ferroviarie (Maffersdorf e Dörfel).
Il 14 giugno 1901 le due località si unirono in un comune unico e nel 1939 gli abitanti di Maffersdorf risultavano essere 6 234.
Dopo la seconda guerra mondiale ebbe luogo la cacciata degli abitanti di origine tedesca, che erano la quasi totalità. Nel 1951 venne realizzato il vecchio progetto (risalente ancora al 1901): un collegamento stradale fra Liberec e Jablonec, che Vratislavice già collegava fra loro.
Nel 1956 Vratislavice divenne città e nel 1980 venne incorporata da Liberec (oggi Liberec XXX). Nel 1981 Vratislavice contava 6 054 abitanti e nel 2001 6 657 in 1 007 case.

## Economia
Con la dissoluzione del regime comunista nella cosiddetta rivoluzione di velluto, la transizione all'economia di mercato creò ad alcune aziende numerosi problemi. Il birrificio Vratislav, fondato nel 1872, si trovò talmente dissestato, da dover chiudere nel 1998. Dopo due anni d'inattività, venne riportato sul mercato dalla ditta Holf, che lo acquisì, con il sostegno di numerosi affezionati alla birra di Maffersdorf, con il marchio Konrad.